# Wings of a Dove (Madness)
Wings of a Dove is een single van de Britse ska-popband Madness uit 1983. Het is geschreven door Chas Smash die het samen met frontman Suggs zingt. De B-kant is het instrumentale Behind The Eight Ball en op de 12-inch-versie staat het door saxofonist Lee Thompson gezongen One's Second Thoughtlessness. De hoes met de vredesduif is bedacht door graficus Paul Clewley (inmiddels overleden) die twee jaar eerder, via een wedstrijd van het fanbclubblad, het winnende ontwerp leverde voor de single Shut Up.

## Achtergrond
Cathal Smyth, zoals Chas Smash in het echt heet, kwam op het idee voor Wings of a Dove na het zien van het kunst- en cultuurprogramma Black On Black waarin Pauline Black (zangeres van The Selecter) het gospelkoor The Inspirational Choir Of The Pentecostal Church Of The Firstborn Living God interviewde. Smyth wilde dit koor bij de opname van de single betrekken en kreeg er ook een steelband bij.
Wings of a Dove verscheen in augustus 1983, maar tijd voor promotie was er niet omdat Madness op tournee ging door Amerika waar Our House op nummer 7 in de hitlijsten stond.  Wel werd er, naar goed  gebruik, een humoristische videoclip gemaakt aan boord van een vliegtuig bestuurd door Suggs en Chas Smash; dit verloopt niet vlekkeloos en als het vliegtuig dreigt neer te storten ontsnapt iedereen via een bestelwagen (gespeeld door zowel een Iveco Daily als een Ford Transit) waaraan een parachute is bevestigd.
Wings of a Dove was in Engeland op weg om de tweede nummer 1-hit te worden, maar moest het uiteindelijk afleggen tegen Red Red Wine van UB40. Ondertussen kreeg The Inspirational Choir een eigen contract bij het Stiff-label en was eind 1983 te zien in een aflevering van het muziekprogramma The Tube; Madness-bassist Mark Bedford begeleidde het koor en tekende op die manier voor de eerste live-versie van Wings of a Dove. Madness ging het pas spelen vanaf het reüniejaar 1992.